# Andromédides
 (octobre 2020).
Si vous disposez d'ouvrages ou d'articles de référence ou si vous connaissez des sites web de qualité traitant du thème abordé ici, merci de compléter l'article en donnant les références utiles à sa vérifiabilité et en les liant à la section « Notes et références ».
Les Andromédides ou Biélides sont une pluie de météores associée à la comète de Biela, dont les pluies se produisent lorsque la Terre passe au travers des anciens débris laissés par la queue de cette comète. En 1846, on a observé que la comète s'était désagrégée ; une nouvelle dérive de ses débris observée en 1852 suggéra que sa rupture s'était produite en 1842 ou début 1843, quand la comète était proche de Jupiter. Sa désintégration fut à l'origine de pluies météoritiques particulièrement spectaculaires dans les cycles suivants (notamment en 1872 et 1885).
Au début du XIXe siècle, avant la désintégration de la comète 3D/Biela, le radiant était situé dans la constellation de Cassiopée. Au XXe siècle, le radiant moderne plus faible de la pluie météoritique est en général situé dans la constellation d'Andromède comme le nom de cette « pluie » le suggère. Cependant, de par son âge et sa dispersion, ses météores semblent parfois provenir des constellations voisines, telles que les Poissons, le Triangle et Cassiopée.  

## Éphémérides
La première observation connue des Andromédides fut le 6 décembre 1741, au-dessus de Saint-Pétersbourg, en Russie. D'autres pluies importantes ont été observées en 1798, 1825, 1830, 1838 et 1847. Les Andromédides ont produit des observations spectaculaires avec plusieurs milliers de météores par heure en 1872 et 1885, par suite de la traversée du flux de ses débris par la Terre. Schmidt observa depuis Athènes, déclarant que la pluie de 1872 se composait surtout de météores de magnitude faible 5 à 6 avec des trainées « larges et fulminantes » de coloration prédominante orange ou rougeâtre. En Angleterre, Lowe estima que la même pluie produisait pas moins que 58 600 météores visibles entre 17 h 50 et 22 h 30 et observa que les météores étaient beaucoup plus lents que les Léonides, en notant des bruits « comme des coups de feu très éloignés » plusieurs fois au nord-ouest. En Birmanie, la pluie de 1885 fut reçue tel un présage fatidique, qui en effet aboutit à l'effondrement de la dynastie Konbaung et à la conquête britannique. 
La pluie du 27 novembre 1885 fut l'occasion de la première photo connue d'un météore, prise par l'astronome austro-hongrois Ladislaus Weinek, qui a capturé une queue de sept millimètres de long sur une plaque, à sa station d'observation de Prague.

## Activité récente
Depuis le XIXe siècle, les andromédides se sont considérablement atténuées au point qu'elles ne sont généralement plus visibles à l'œil nu, bien qu'une certaine activité soit encore observable chaque année à la mi-novembre avec un équipement de détection approprié. Ces dernières années, l'activité maximale avait été inférieure à trois météores par heure, autour de la période allant du 9 au 14 novembre. L'activité andromédide de novembre provient des rejets les plus récents, tandis que celle de début décembre provient des plus anciens. 
Le 4 décembre 2011, six stations radar canadiennes ont détecté cinquante météores en une heure. L'activité provenait probablement du rejet de 1649. Le 8 décembre 2013, le spécialiste des météores Peter Brown a signalé que le radar Canadian Meteor Orbit avait enregistré une explosion de météores des Andromédides au cours des dernières 24 heures. Les scientifiques postulent un retour un peu plus faible en 2018, mais un rendement allant jusqu'à deux cents météores par heure en 2023. Les données du radar canadien sur l'orbite des météores (CMOR) ont également détecté un pic de trente météores par heure le 27 novembre 2008. 
Au cours de la pluie de 2012, un maximum non apparent se produisit le 9 novembre.